# Sporting CP vs. CF Belenenses
Sporting CP versus CF Belenenses é um jogo entre Sporting CP e CF Belenenses sendo normalmente chamado de "Dérbi de Lisboa", por envolver dois clubes da capital portuguesa.
É um dos derbies mais importantes de Portugal e com mais edições, a seguir naturalmente ao maior Derby da Capital (Lisboa) Sporting vs. Benfica.
Com o declínio desportivo do Belenenses o jogo tem perdido a importância de outros tempos, e para piorar deixou de acontecer regularmente, após a separação com a SAD em 2018, obrigando o clube a recomeçar do zero nas distritais de Lisboa.

## Recordes
Belenenses: Maior vitória em casa 9-0 - Campeonato de Portugal 1931/1932 
Belenenses: Maior vitória fora 0-6 - Campeonato de Portugal 1931/1932 
Sporting: Maior vitória em casa 7-1 - Campeonato de Lisboa 1940/41 
Sporting: Maior vitória fora 0-6 - Taça de Portugal 1953/1954

### Histórico de confrontos
Atualizado a 11 de abril de 2022 - Último jogo: Taça de Portugal 2021/22
| Competição                    | Vitórias do Sporting | Empates | Vitórias do Belenenses |
| ----------------------------- | -------------------- | ------- | ---------------------- |
| Campeonato Nacional           | 91                   | 33      | 30                     |
| Campeonato de Portugal        | 3                    | 1       | 4                      |
| Taça de Portugal              | 18                   | 7       | 7                      |
| Taça da Liga                  | 0                    | 1       | 1                      |
| Supertaça Cândido de Oliveira | 0                    | 0       | 0                      |
| Campeonato de Portugal        | 3                    | 1       | 4                      |
| Campeonato Regional de Lisboa | 20                   | 14      | 19                     |
| Taça de Honra AF Lisboa       | 2                    | 1       | 1                      |
| Amigáveis                     | 0                    | 2       | 1                      |
| Total                         | 139                  | 61      | 66                     |

## Palmarés

### Futebol Sénior
Atualizado no dia 11 de abril de 2022.
Listagem de competições oficiais, a nível nacional e internacional, e respetivo número de títulos conquistados por Sporting CP e CF Belenenses.
| Competições Internacionais                             | Sporting CP | CF Belenenses |
| ------------------------------------------------------ | ----------- | ------------- |
| Taça Intercontinental / Mundial de Clubes              | -           | -             |
| Taça dos Campeões Europeus / Liga dos Campeões da UEFA | -           | -             |
| Taça das Cidades com Feiras / Taça UEFA / Liga Europa  | -           | -             |
| Taça das Taças                                         | 1           | -             |
| Supertaça Europeia                                     | -           | -             |
| Taça Intertoto                                         | 1           | 1             |
| Competições Nacionais                                  | Sporting CP | CF Belenenses |
| Campeonato Nacional                                    | 19          | 1             |
| Campeonato de Portugal                                 | 4           | 3             |
| Taça de Portugal                                       | 17          | 3             |
| Taça da Liga                                           | 4           | -             |
| Supertaça de Portugal                                  | 9           | -             |
| Segunda Liga*                                          | -           | 1             |
| II Divisão*                                            | -           | 1             |
| Total                                                  | 54          | 7             |

### Futebol Jovem
Listagem de competições oficiais, a nível nacional e internacional, e respectivo número de títulos conquistados por Sporting CP e CF Belenenses.
| Competições Nacionais            | Sporting CP | CF Belenenses |
| -------------------------------- | ----------- | ------------- |
| Campeonato Nacional de Juniores  | 16          | 1             |
| Campeonato Nacional de Juvenis   | 11          | -             |
| Campeonato Nacional de Iniciados | 11          | 1             |
| Campeonato Nacional de Infantis  | 3           | -             |
| Total                            | 41          | 2             |

## Futebol Feminino
Lista de partidas oficias entre Sporting CP e CF Belenenses.
Belenenses 0-5 Sporting, 10-09-2016
Sporting 6-0 Belenenses, 01-12-2016

### Títulos
Listagem de competições oficiais, a nível nacional e internacional, e respetivo número de títulos conquistados por Sporting CP e CF Belenenses.
| Competições Internacionais | Sporting CP | CF Belenenses |
| -------------------------- | ----------- | ------------- |
| Liga dos Campeões da UEFA  | -           | -             |
| Competições Nacionais      | Sporting CP | CF Belenenses |
| Campeonato Nacional        | 2           | -             |
| Taça de Portugal           | 3           | -             |
| Taça da Liga               | -           | -             |
| Supertaça de Portugal      | 2           | -             |
| Total                      | 7           | 0             |